# Videosicilia
Videosicilia è una storica emittente televisiva trapanese nata nel 1988, e dal 1999 trasferitasi ad Alcamo.

## Storia

### Il decennio trapanese
Nasce a Trapani nel 1988 ad opera di Salvatore Peraino ( l'editore) ed Antonello Accardi (pubblicitario), era visibile nella provincia di Trapani e nelle zone occidentali delle province di Palermo e Agrigento. Nel 1989 si affilia al network Rete A. La tv è stata la capo fila regionale del primo circuito pay tv codificato, e trasmetteva grazie ad un accordo con il consolato tunisino un tg in lingua araba particolarmente seguito a Mazara del Vallo. 
Nel 1992 viene nominato come direttore Peppe Rizzo, che era succeduto a Mauro Rostagno come direttore di RTC, e la gestione affidata a una cooperativa di giornalisti e tecnici . Un'esperienza che dura meno di due anni poiché l'emittente nell'estate 1994 passa all'imprenditore Giuseppe Ruggirello, all'epoca vice presidente della Fondazione Banco di Sicilia, che apre spaziosi studi a Guarrato, una frazione di Trapani. Peppe Rizzo rimane alla guida come direttore potenziando la redazione, che può contare tra gli altri su Vito Orlando e sull'ex direttore di Telescirocco Giacomo Di Girolamo. L'improvvisa scomparsa dell'editore, fa fermare all'inizio del 1996, il programma d'espansione previsto. I figli Bice e Paolo seguono per qualche tempo l'azienda, per poi cederla nel 1998 a un gruppo imprenditoriale alcamese, che l'anno dopo ne sposta la sede ad Alcamo.

### L'insediamento ad Alcamo
Il bacino di utenza venne ampliato con l'irradiazione da Monte Pellegrino sul canale G in terza Banda espandendosi fino a coprire con il proprio segnale quasi tutta la costa tirrenica della Sicilia. Intorno al 2002 l'emittente Videosicilia, collegata con il circuito Italia 9 Network, divenne punto di riferimento dell'informazione trapanese grazie ad una redazione presente sul territorio. Tanti i programmi di successo prodotti da Videosicilia negli anni tra il 2003 ed il 2008, tra quali si annoverano Uomini e Aziende, Linea Diretta, Fuori Campo, Saluti dall'America, Storie Vere, Giochi di Classe, Summer Dance, Felicemente Napoli, Alcamo Arte e Cultura e tanti altri.
Nel 2012 con l'entrata del digitale terrestre, Videosicilia ottenne la concessione ministeriale per l'intera copertura di tutto il territorio Siciliano. La frequenza assegnata dal ministero fu il 46 e il canale unico regionale LCN 93. Successivamente, grazie all'intesa siglata con le emittenti Video Mediterraneo, CTS, TVA e Onda TV, l'emittente Videosicilia arriva a coprire con il proprio segnale tutto il territorio siciliano.
L'emittente ha inoltre raddoppiato il proprio impegno con la nascita della seconda rete, "Videosicilia 2" sul canale LCN 629. 
Videosicilia dal 2016 è il partner istituzionale della Rappresentanza della Comunità Europea sul territorio della Sicilia occidentale, con il Centro Europe Direct Trapani.
La redazione di Videosicilia è attualmente guidata dal direttore Riccardo Galatioto, che ha sostituito Antonio Pignatiello, scomparso l'8 agosto 2017.

## Palinsesto
Il palinsesto di Videosicilia è organizzato in maniera tale da offrire ai telespettatori non solo Informazione ma anche programmi di cultura, politica, sport e musica, ed è proiettata ad un TG ricco di notizie ed informazioni con particolare attenzione ai comuni dell'hinterland alcamese ma con uno sguardo proteso alle notizie regionali di maggior interesse, avvalendosi di una serie di corrispondenti e cameraman presenti su tutto il territorio siciliano.
Il Videosicilia è diventata, di conseguenza, un'emittente a carattere regionale che fa della propria imparzialità nell'informazione e nella qualità della programmazione, per la maggior parte auto-prodotta, una delle realtà televisive più dinamiche della Sicilia e della provincia di trapani in particolare.
Numerose le produzioni ed i programmi di approfondimento, tra i quali: Discorsi d'Autore, Incontro, Pillole di Salute.
Tante anche le produzioni di eventi nel territorio regionale, quali ad esempio "La Fiera della Biodiversità Alimentare del Mediterraneo", "Tesori nel Guscio (Piazza Armerina)", "Aziende in Fiera (Sambuca di Sicilia), The Look of The Year, Modella TV, "Gela sotto le Stelle".